# John W. Foster
John Watson Foster (født 2 marts 1836 i Petersburg i Indiana i USA, død 15. november 1917) var en amerikansk general, journalist, republikansk politiker og diplomat.
Han ledede USA's diplomatiske missioner i Mexico (1873-1880), Rusland (1880-1881) og Spanien (1883-1885).
Han gjorde tjeneste som USA's udenrigsminister under præsident Benjamin Harrison 1892-1893.
Blandt hans børnebørn kan nævnes John Foster Dulles som også blev amerikansk udenrigsminister, Allen Welsh Dulles som var direktør for CIA, og Eleanor Lansing Dulles som var økonom og diplomat. Han er også oldefar til den katolske teolog og kardinal Avery Dulles S.J..
| Efterfulgte: James G. Blaine | USA's udenrigsminister 1892–1893 | Efterfulgtes af: Walter Q. Gresham |

1. ↑  Navnet er anført på engelsk og stammer fra Wikidata hvor navnet endnu ikke findes på dansk.